# Nogometni Klub Bačka 1901
L'NK Bačka 1901 è una società calcistica serba di Subotica, Voivodina. Attualmente milita nelle serie regionali del campionato serbo di calcio. Il nome della squadra deriva dall'omonima regione.

## Storia
È la squadra più antica della Voivodina e della Serbia (e della ex-Jugoslavia): venne fondata il 3 agosto 1901, quando la Vojvodina era sotto il controllo dell'Impero austro-ungarico ("Ungheria Meridionale") con il nome ungherese di Bacska Szabadkai Athletikai Club e la maggior parte dei fondatori erano croati da Subotica.
Il club inizialmente giocò nelle leghe ungheresi, successivamente partecipò al campionato jugoslavo del 1923 (la stagione inaugurale), del 1925 e del 1926. Durante questo periodo assunse la denominazione di JSD Bačka.
Con la formazione del campionato sloveno-croato e poi di quello croato all'interno della Banovina di Croazia, il club cambiò nome in HAD Bačka e giocò con le squadre croate.
Dopo l'annessione della Bačka nel 1941 da parte dell'Ungheria, la società fu forzata a competere nel campionato ungherese militandovi nel terzo livello. Nel 1945 fu rinominata con il nome di HAŠK Građanski (Hrvatski Akademski Športski Klub "Građanski"), i nomi delle squadre di Zagabria appena vietate (HAŠK e Građanski). Subito dopo le autorità del regime comunista obbligarono il club a cambiare nome in FD Sloboda e dopo numerosi cambiamenti di denominazione riprese nel 1963 il nome Bačka.

## Palmarès

### Competizioni regionali
- Subotički nogometni podsavez: 9

1920-1921, 1921-1922, 1922-1923, 1924-1925, 1925-1926, 1929-1930, 1931-1932, 1936-1937, 1937-1938